# Диас, Мауро
Ма́уро Альбе́рто Ди́ас (исп. Mauro Alberto Díaz; род. 10 марта 1991, Консепсьон-дель-Уругвай) — аргентинский футболист, полузащитник эквадорского клуба «Универсидад Католика».

## Клубная карьера
Дебютировал в чемпионате Аргентины 21 сентября 2008 года в матче против клуба «Сан-Мартин»; отдал в этом матче голевую передачу, но «Ривер» проиграл 1:3. Пять дней спустя Мауро Диас впервые сыграл в Южноамериканском кубке против уругвайского «Дефенсор Спортинга». Первый гол забил 13 апреля 2009 года в ворота «Химнасии» из Ла-Платы.
В 2012 году полузащитник выступал в чемпионате Чили за клуб «Унион Эспаньола». В составе чилийского клуба Диас забил первый в карьере гол в Кубке Либертадорес (22 февраля 2012 года в ворота Маркоса Аргуэльо из «Боливара»). По возвращении в «Ривер Плейт» сыграл только два матча.
В июле 2013 года перешёл в клуб MLS «Даллас». В главной лиге США дебютировал 3 августа в матче против «Сиэтл Саундерс». 17 августа в матче против «Портленд Тимберс» забил свой первый гол в MLS. В четырёх матчах марта 2014 года забил два мяча и отдал одну результативную передачу, за что был назван игроком месяца в MLS. В 2016 году помог «Далласу» завоевать два трофея: Открытый кубок США и Supporters’ Shield за победу в регулярном чемпионате MLS. По итогам сезона 2016, в котором отдал 13 голевых передач, был включён в символическую сборную MLS.
В июле 2018 года перешёл в клуб чемпионата ОАЭ «Шабаб Аль-Ахли».
В январе 2020 года на правах свободного агента присоединился к «Эстудиантесу», подписав контракт на 18 месяцев.

## Национальная сборная
Играл в товарищеских матчах за молодёжную сборную Аргентины (до 20 лет).

## Достижения
Командные
 «Даллас»
- Победитель регулярного чемпионата MLS: 2016
- Обладатель Открытого кубка США: 2016

Индивидуальные
- Игрок турнира Открытого кубка США: 2016[11]
- Член символической сборной MLS: 2016
- Игрок месяца в MLS: март 2014

## Статистика по сезонам
| Клуб                       | Сезон     | Национальный чемпионат | Национальный чемпионат | Плей-офф | Плей-офф | Континентальные турниры | Континентальные турниры | Всего | Всего |
| Клуб                       | Сезон     | Игры                   | Голы                   | Игры     | Голы     | Игры                    | Голы                    | Игры  | Голы  |
| -------------------------- | --------- | ---------------------- | ---------------------- | -------- | -------- | ----------------------- | ----------------------- | ----- | ----- |
| Ривер Плейт                | 2008/2009 | 15                     | 1                      | 0        | 0        | 2                       | 0                       | 17    | 1     |
| Ривер Плейт                | 2009/2010 | 27                     | 2                      | 0        | 0        | 1                       | 0                       | 28    | 2     |
| Ривер Плейт                | 2010/2011 | 6                      | 0                      | 1        | 0        | 0                       | 0                       | 6     | 0     |
| Ривер Плейт                | 2012/2013 | 2                      | 0                      | 0        | 0        | 0                       | 0                       | 2     | 0     |
| Всего за «Ривер Плейт»     |           | 50                     | 3                      | 1        | 0        | 3                       | 0                       | 54    | 3     |
| Унион Эспаньола            | 2012      | 19                     | 5                      | 2        | 0        | 9                       | 1                       | 30    | 6     |
| Всего за «Унион Эспаньола» |           | 32                     | 6                      | 9        | 0        | 9                       | 1                       | 50    | 7     |
| Всего                      |           | 82                     | 9                      | 10       | 0        | 12                      | 1                       | 104   | 10    |